# تپه چگاخمی
تپه چگاخمی مربوط به دوران‌های تاریخی پس از اسلام است و در شهرستان چرداول، روستای باباشمس واقع شده و این اثر در تاریخ ۱۴ مرداد ۱۳۸۲ با شمارهٔ ثبت ۹۵۱۱ به‌عنوان یکی از آثار ملی ایران به ثبت رسیده است.